# Claire Tran
Claire Tran (* um 1986) ist eine französisch-britische Schauspielerin und Tänzerin.

## Leben
Claire Tran begann im Alter von drei Jahren in Blackheath, London mit dem Balletttanzen. Mit 15 Jahren begann sie eine Tanzausbildung am Pariser Konservatorium. Sie schloss ihre Ausbildung im Zeitgenössischen Tanz 2006 ab.
Über Marie-Claude Pietragalla erhielt sie ihren ersten Auftritt in Conditions Humaines. Im folgenden Jahr tanzte sie in Sade ou le Théâtre des fous. Es folgten zahlreiche weitere Auftritte mit Pietragallas Ensemble. 2009 wechselte sie ans Centre Chorégraphique National. Von 2011 bis 2013 trat sie neben Jacques Gamblin in der Theateraufführung Tout est Normal mon Cœur Scintille in Frankreich und im Ausland auf. Im Jahr 2013 trat sie unter der Regie von Jérôme Deschamps in der Opernproduktion Marouf, Savetier du Caire auf.
Nach einigen Auftritten in Kurzfilmen war sie ab 2012 auch als Schauspielerin in Spielfilmen wie Um Bank und Kragen, Lucy und Die Wolken von Sils Maria zu sehen.

## Filmografie
- 2012: Um Bank und Kragen (Bankable, Fernsehfilm)
- 2013: Les Salauds – Dreckskerle (Les salauds)
- 2014: Lucy
- 2014: Die Wolken von Sils Maria (Sils Maria)
- 2014: Eden
- 2017: Meine schöne innere Sonne (Un beau soleil intérieur)
- 2017: Valerian – Die Stadt der tausend Planeten (Valérian et la Cité des mille planètes)
- 2018: High Life
- 2018: Mein Leben mit Amanda
- 2019: La Grande Classe: Alles beim Alten (La Grande Classe)
- 2020: Groom (Fernsehserie, 2 Episoden)

## Tanz
- 2006–2008: Conditions Humaines (Marie-Claude Pietragalla, Pietragalla Compagnie)
- 2009–2010: Next Days (Hervé Robbe, Centre Chorégraphique National Du Havre)
- 2010–2011: Le Théâtre des Opérations (Christian Bourigault, Cie L’Alambic)
- 2011–2013: Tout est Normal mon Cœur Scintille (Jacques Gamblin, Anne Bourgeois)
- 2013:	Marouf, Savetier du Caire (Oper) (Peeping Tom, Jérôme Deschamps)